# Catapicephala pattoni
Catapicephala pattoni är en tvåvingeart som beskrevs av Senior-white 1940. Catapicephala pattoni ingår i släktet Catapicephala och familjen spyflugor. Inga underarter finns listade i Catalogue of Life.